# 饒河口岸
饒河口岸（じょうが-こうがん、ロシア語: Порт Жаохэ）は中華人民共和国黒竜江省双鴨山市饒河県とロシア連邦沿海地方ビキン市の間に位置する道路・水路出入国検査場。

## 概要
饒河口岸は、饒河県饒河鎮南部に位置しウスリー川(烏蘇里江)を挟んでロシアと国境を接している。ロシア・ハバロフスク地方で唯一冬季でも貨物通関が可能な出入国検査場とし重要な物流拠点となっている。1993年9月21日に国境が開放され、1994年4月には国務院により国家一類口岸に指定されている。当初の敷地面積は約500平方メートルであったが増加する出入国管理業務に対応すべく2005年から拡張工事を実施し、2007年に完成、現在は4,500平方メートルの出入国検査場が稼動している。

## 黒竜江省内における他の国境施設
- 密山口岸（黒竜江省・鶏西市(地級市)、密山市(県級市)）
- 虎林口岸（黒竜江省・鶏西市(地級市)、虎林市(県級市)）
- 黒河口岸（黒竜江省・黒河市(地級市)、愛輝区(市轄区)）
- 遜克口岸（黒竜江省・黒河市(地級市)、遜克県(市轄区)）
- 孫呉口岸（黒竜江省・黒河市(地級市)、孫呉県(市轄区)）
- 綏芬河口岸（黒竜江省・牡丹江市(地級市)、綏芬河市(県級市)）
- 東寧口岸（黒竜江省・牡丹江市(地級市)、東寧市(県級市)）
- 嘉蔭市口岸（中国語版）（黒竜江省・伊春市(地級市)、嘉蔭県(県級市)）
- 蘿北口岸（黒竜江省・鶴崗市(地級市)、蘿北県(県級市)）
- 同江鉄路大橋（黒竜江省・ジャムス市(地級市)、同江市(県級市)）
- 黒河・ブラゴヴェシチェンスク大橋（黒竜江省・黒河市(地級市)）